# 여자배구 올스타 슈퍼매치
한국 · 태국 여자배구 올스타 슈퍼매치는 한국 여자배구 올스타팀과 태국 여자배구 올스타팀이 펼치는 배구 경기이다. 2017년 태국 방콕에서 처음 개최되었다.

## 내력
2017년 2월 한국배구연맹과 태국배구협회가 여자배구 올스타전을 추진 중이라는 소식이 알려졌으며, 2017년 4월 10일, 태국 방콕에서 개최될 것이라고 발표되었다.
제1회 대회가 2017년 6월 3일, 태국 방콕의 후아막 스타디움에서 개최되었다.
제2회 대회는 2018년 4월 7일 대한민국 화성시 화성실내체육관에서 개최되었다.

## 개최국
| 개최 횟수 | 개최국   | 연도 |
| --------- | -------- | ---- |
| 1         | 태국     | 2017 |
| 1         | 대한민국 | 2018 |
| 2         | 태국     | 2019 |

## 대회 요약
| 연도   | 개최지       |                      | 승리 | 점수                 | 패배 | 리포트 |
| ------ | ------------ | -------------------- | ---- | -------------------- | ---- | ------ |
| 2017년 | 방콕         | 한국 여자배구 올스타 | 3–2  | 태국 여자배구 올스타 |      |        |
| 2018년 | 화성시       | 태국 여자배구 올스타 | 3–2  | 한국 여자배구 올스타 |      |        |
| 2019년 | 나콘랏차시마 | 태국 여자배구 올스타 | 3–2  | 한국 여자배구 올스타 |      |        |
| 2019년 | 방콕         | 한국 여자배구 올스타 | 3–0  | 태국 여자배구 올스타 |      |        |